# 피토알렉신
피토알렉신(Phytoalexin)은 식물이 곰팡이나 균에 의해 공격을 받을 때 나오는 항생제이다.
테페노이드 및 알칼로이드를 포함하여 몇몇 종류로 분류되어 있다. 그러나, 연구진들은 지금도 식물의 방어적 물질을 찾고 있다. 지금보다 더욱 분류 체계를 확장해서 보기 좋게 하려고 한다.
피토알렉신은 침입자를 방어하려는 식물 반응에서 생성된다. 알려진 사실을 토대로, 피토알렉신은 세포벽을 찌르거나, 성숙을 연기하거나, 물질 대사를 혼란시키거나 문제 병원체의 재생산을 방지한다. 사실, 피토알렉신의 정확한 행동을 잘 모르기 때문에 과학자들은 피토알렉신을 계속 연구하고 있다.
식물 세포가 손상을 입히는 세포 입자 또는 병원체 입자를 인식할 때, 식물은 두 개의 가닥진 저항체를 발사한다. 이 저항체는 보통 단시간에 반응하지만 특정한 반응에서는 오랜 시간이 걸린다.
단기적인 응답이 있는 저항체는 유도 저항의 한 부분으로 침입을 한 세포를 죽이려고 유리기를 배치한다. 병원체 상호 작용에서는 일반적으로 단기적 응답은 침입한 세포가 더 침투하지 못하도록 육체 방어벽을 생성하는 데 이 과정에서 세포가 자살한다.
장기적인 저항체(SAR)는 식물 호르몬을 사용하는 식물의 남은 부분과 같이 손상된 조직의 전달을 포함한다.

## 같이 보기
- 알리신